# Associació Esportiva Xino-Xano
L'Associació Esportiva Xino-Xano és un club esportiu de Deltebre fundat el 1996 per promoure els Esports aquàtics a l'Ebre.
La seva activitat principal és el piragüisme d'aigües tranquil·les. Alguns dels seus palistes han aconseguit èxits rellevants en l'àmbit català, estatal i internacional, com Marc Fluixà Franch o Joan Ardit Vélez. L'entitat organitza diferents competicions, com ara una de les proves de base de la federació catalana o la Mitja Marató de l'Ebre. El 2005 posà en marxa la secció de llagut. Té dues embarcacions: la Furienta i la Saboga. En aquesta disciplina l'any 2007 guanyà la Lliga de l'Ebre, una de les curses que organitza conjuntament amb la Lliga Catalana de llaguts. L'abril del 2019 l'equip veterà femení de l'AEXX de Deltebre es proclamà Campió de Catalunya de Batel al canal Olímpic de Castelldefels, després que el març d'aquell mateix any es proclamés també campió de la Lliga catalana de Batel, modalitat de rem en banc fix format per 4 remers i un timoner. El 2017 el jurat dels Premis Esportius del Baix Ebre li atorgà el premi a la millor entitat, en reconeixement de la seva tasca de promoció esportiva, pionera en piragüisme i dinamitzadora del Centre de Tecnificació Esportiva de Rem i Piragua de Deltebre. Josep Maria Queralt és el president de l'AE Xino-Xano.